# Harmaitsaari
Harmaitsaari är en ö i Finland.   Den ligger i kommunen Parikkala i den ekonomiska regionen  Imatra ekonomiska region  och landskapet Södra Karelen, i den sydöstra delen av landet, 280 km nordost om huvudstaden Helsingfors. Harmaitsaari ligger i sjön Simpelejärvi.